# 尼尔·基诺克
尼尔·金诺克男爵，PC（1942年3月28日—），英国政治家，前工党领袖，于1983年至1992年撒切尔夫人至馬卓安执政期间出任反對黨領袖。
1987年及1992年的英国大选中均败给保守黨。1992年英国大選败選之后宣布退出政坛，由约翰·史密斯接任。